# Carsten Bergemann
Carsten Bergemann  est un coureur cycliste allemand spécialiste de la piste né le 24 janvier 1979 à Bautzen en Saxe. Il a notamment été champion du monde de la vitesse par équipes en 2003 avec René Wolff et Jens Fiedler.

## Biographie
Carsten Bergemann commence sa carrière au Chemnitzer PSV. 2000, et y remporte à la vitesse par équipes son premier titre de champion d'Allemagne. En 2001, il devient champion d'Europe de vitesse par équipes, et obtient son premier podium en Coupe du monde à Cali, sur le kilomètre. Il termine 12e de la Coupe du monde de la spécialité. 
En 2002, il remporte la vitesse par équipes  aux championnats d'Europe et aux championnats d'Allemagne. Aux championnats du monde, l'équipe d'Allemagne composée de Bergemann, Sören Lausberg et Jens Fiedler, obtient la médaille de bronze. Un an plus tard, il devient champion du monde avec René Wolff et Jens Fiedler, avec seulement 114 millièmes d'avance sur l'équipe de France. L'équipe d'Allemagne termine aussi deuxième de la Coupe du monde de la spécialité cette année-là. 
En 2004, Bergemann est à nouveau champion d'Allemagne de vitesse par équipes, mais aussi du kilomètre. Il remporte la même année sa première manche de Coupe du monde dans cette discipline à Moscou. Aux Jeux olympiques à Athènes, Bergemann est remplacé par Stefan Nimke pour la vitesse par équipes. Il se consacre donc au kilomètre, qu'il termine huitième. Bergemann remporte à nouveau le titre de champion d'Allemagne du kilomètre en 2005, mais est battu par Nimke à la vitesse. Il gagne à nouveau le titre de la vitesse par équipes en 2006. La même année, il gagne pour la première fois une manche de la Coupe du monde en vitesse par équipes. Aux Jeux olympiques de Pékin, il prend la cinquième place du keirin. Il remporte dans cette spécialité sa quatrième victoire en Coupe du monde en 2009 à Melbourne, terminant cinquième du classement de la spécialité.
Aux championnats d'Allemagne sur piste de 2009, Bergemann remporte le titre de la vitesse par équipes avec ses coéquipiers de chez Team Erdgas 2012 Sascha Hübner et Robert Förstemann, et pour la première fois le titre de la vitesse.

## Palmarès

### Championnats du monde
- Copenhague 2002
  -  3e de la vitesse par équipes
- Stuttgart 2003
  -  Champion du monde de la vitesse par équipes (avec Jens Fiedler et René Wolff)

### Championnats d'Europe
- 2001
  -  Champion d'Europe de vitesse par équipes (avec Matthias John et Stefan Nimke)
- 2002
  -  Champion d'Europe de vitesse par équipes (avec Matthias John et Sören Lausberg)

### Coupe du monde
- 2001
  - 3e du kilomètre à Cali
- 2003
  - 2e de la vitesse par équipes au Cap
- 2004
  - 1er du kilomètre à Moscou
  - 3e de la vitesse par équipes à Moscou
- 2004-2005
  - 2e de la vitesse par équipes à Los Angeles
- 2005-2006
  - 1er de la vitesse par équipes à Moscou
  - 2e du kilomètre à Moscou
- 2006-2007
  - 2e du kilomètre à Los Angeles
- 2008-2009
  - 1er de la vitesse par équipes à Cali
- 2009-2010
  - 1er du keirin à Melbourne
  - 2e de la vitesse par équipes à Melbourne

### Championnat d'Allemagne
- Champion d’Allemagne de la vitesse par équipes (2000, 2002, 2004, 2006)
- Champion d’Allemagne du kilomètre (2004, 2005)